# Charles R. Miller
Charles Robert Miller (West Chester, 30 settembre 1857 – Berlin, 18 settembre 1927) è stato un politico statunitense, 54º governatore del Delaware dal 1913 al 1917.

## Biografia
Nativo della Pennsylvania, si laureò in legge all'Università della Pennsylvania e fu consulente legale e dirigente di numerose aziende dell'area tra Wilmington e Filadelfia dagli anni 1880 in poi. Si sposò con Abigail Woodnutt; suo figlio Thomas W. Miller e suo nipote Clem Miller furono a loro volta politici, entrambi eletti alla Camera dei Rappresentanti.
Trasferitosi nel Delaware, nel 1910 entrò in politica e divenne membro del Senato del Delaware. Nel 1911 divenne commissario della rete idrica di Wilmington, mentre l'anno successivo il Partito Repubblicano lo candidò come successivo governatore del Delaware. Miller vinse le elezioni del 1912 ed entrò in carica il 21 gennaio 1913. Durante il suo mandato istituì la prima bandiera del Delaware e ampliò notevolmente la rete dei trasporti statale.
Allo scoppio della prima guerra mondiale nel 1914 Miller si trovava in viaggio in Europa, e durante i primi giorni delle ostilità, mentre viaggiava su un piroscafo tedesco sul Canale della Manica, convinse con altri passeggeri il capitano ad arrendersi alle autorità britanniche, con cui la Germania era appena entrata in guerra. Il governatore terminò il proprio mandato nel 1917 e si ritirò a vita privata, morendo nel 1927 mentre stava visitando un amico in New Jersey.